# Hat trick
Hat trick je treći album country sastava Plava trava zaborava. Među obradama ističe se pjesma "Oh, Maryanne". Izvorno je to pjesma "O Marijana" Dubrovačkih trubadura, ali prepjevana u country stilu.

## Popis pjesama
Strana A
1. "One Way Rider" - 3:30
2. "Get Back To The Country" - 2:55
3. "Children, Go Where I Send Thee" - 2:42
4. "Burning My Love Away" - 2:58
5. "The Day You Said Good Bye" - 2:37
6. "Ring Of Fire" - 3:00

Strana B
1. "Oh, Maryanne" - 3:28
2. "Dance, Dance, Dance" - 3:10
3. "Grandpa (Tell Me 'Bout The Good Old Days)" - 3:25
4. "The Devil Went Down To Georgia" - 3:46
5. "Showdown" - 2:58

## Izvođači
- Eduard Matešić - vokal (A1-A5; B1, B2, B5), harmonika (A3, A6, B1, B3, B4), mandolina
- Rajka Sutlović - harmonika (A1-A5; B1, B2), vokal (A6, B3, B4), tamburin (A6, B3)
- Hrvoje Galeković - bubnjevi
- Vladimir Georgev - bas-gitara (A1, B2, B4), banjo (A2, A3, A5, B1, B3)
- Davor Rodik - pedal steel gitara (A1, A4, A6, B3)
- Branimir Bogunović - akustična gitara (A2, A3, A5-B4)
- Gerry Hogan - akustična gitara (A1, A4, B3, B5)
- Rista Ibrić - violina (A1-A5; B1, B2, B4)